# تیساراد
تیساراد (به مجاری:  Tiszarád) یک منطقهٔ مسکونی در مجارستان است که در سابولچ-ساتمار-برگ واقع شده‌است. تیساراد ۹٫۲۳ کیلومتر مربع مساحت و ۵۵۸ نفر جمعیت دارد.